# Firmisanschneide
Die Firmisanschneide, auch Firmisanschneid genannt, ist ein 3490 m ü. A. hoher Berg im Hauptkamm der Ötztaler Alpen im österreichischen Bundesland Tirol. Die bis 55° geneigte Ostflanke des Berges ist vergletschert, nach Nordosten, Südosten und Westen besitzt er ausgeprägte Grate. Zuerst bestiegen wurde die Firmisanschneide im Jahr 1870 von dem Pfarrer Franz Senn, dem Begründer des Alpenvereins, und dem deutschen Naturforscher und Chemiker Ludwig Darmstaedter, unter der Führung von Anselm Klotz.

## Lage und Umgebung
Die Firmisanschneide liegt etwa acht Kilometer Luftlinie südwestlich von Obergurgl, einem Ort der Gemeinde Sölden im Ötztal. Nördlich des Berges erstreckt sich der Firmisanferner, im Süden der Diemferner und im Osten der Gurgler Ferner. Benachbarte Berge sind im Verlauf des Nordgrats, getrennt durch das 3251 m hoch gelegene Spiegeljoch, der Hinterer Spiegelkogel mit 3424 m Höhe und im Süden, getrennt durch das Firmisanjoch (3287 m), der 3537 m hohe Schalfkogel. Der langgestreckte Westgrat läuft ins Viedertal aus.

## Stützpunkt und Routen

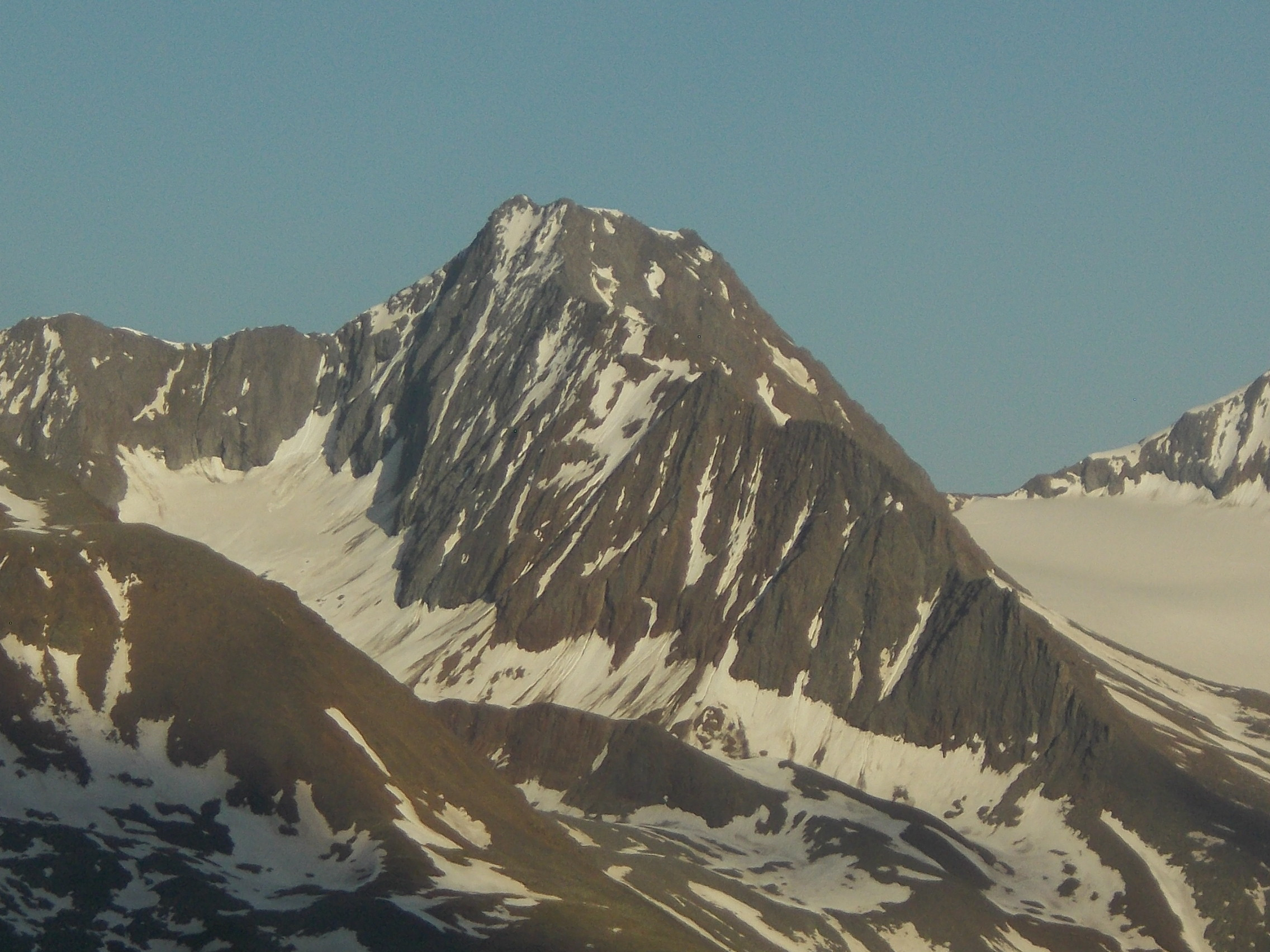
Firmisanschneid von Nordwesten, aus dem Gebiet der Stableinalm

Der Weg der Erstbesteiger führte von Vent aus auf den Gipfel, die genaue Route ist allerdings nicht überliefert.
Als Stützpunkt für eine Begehung der Firmisanschneide dient heute das Ramolhaus auf 3005 m Höhe. Der Normalweg zum Gipfel führt von der Hütte aus zunächst südwestlich über ein großes Firnfeld hinauf zum Spiegeljoch. Von dort verläuft der Weg über den felsigen Nordostgrat in, laut Literatur, leichter Kletterei im Schwierigkeitsgrad UIAA I in einer Gehzeit von drei Stunden zum Gipfel. Weitere Routen befinden sich in der Ostwand, der Nordflanke (beides anspruchsvolle Eistouren) und an allen anderen Graten, zum Teil in schwieriger Kletterei bis zum UIAA-Grad III.